# Jesús María Canga Castaño
Jesús María Canga Castaño (Badalona, 1953) és un polític català, alcalde de Sant Adrià de Besòs entre 1996 i 2013.
Des del 1986 és militant del Partit dels Socialistes de Catalunya; va ocupar diverses regidories a l'Ajuntament de Sant Adrià abans de ser nomenat alcalde l'any 1996. Com a alcalde va formar part dels òrgans directius de diverses entitats municipals i metropolitanes, com ara el Fòrum de Municipis del Barcelonès Nord, el Consorci del Besòs, el consell d'administració de Barcelona Regional o l'Agència Local d'Energia de Barcelona.